# Саґадагок (округ, Мен)
Шаблон:StateAbbr_ 43°56′58″ пн. ш. 69°51′26″ зх. д. / 43.949341° пн. ш. 69.8573° зх. д.
Округ Саґадагок (англ. Sagadahoc County) — округ (графство) у штаті Мен, США. Ідентифікатор округу 23023.

## Історія
Округ утворений 1854 року.

## Демографія
За даними перепису
2000 року
загальне населення округу становило 35214 осіб, зокрема міського населення було 14489, а сільського — 20725.
Серед мешканців округу чоловіків було 17279, а жінок — 17935. В окрузі було 14117 домогосподарств, 9636 родин, які мешкали в 16489 будинках.
Середній розмір родини становив 2,96.
Віковий розподіл населення поданий у таблиці:
| Стать    | До 15 років | 15-21 | 22-29 | 30-39 | 40-49 | 50-65 | 65-85 | Понад 85 |
| -------- | ----------- | ----- | ----- | ----- | ----- | ----- | ----- | -------- |
| Чоловіки | 3889        | 1494  | 1456  | 2710  | 3008  | 2937  | 1618  | 167      |
| Жінки    | 3601        | 1437  | 1531  | 2804  | 3087  | 2926  | 2117  | 432      |

## Суміжні округи
- Кеннебек — північ
- Лінкольн — схід
- Камберленд — захід
- Андроскоґґін — північний захід

## Виноски
1. ↑  U.S. Decennial Census. United States Census Bureau. Процитовано 2 червня 2017.
2. ↑  Historical Census Browser. University of Virginia Library. Архів оригіналу за 11 серпня 2012. Процитовано 2 червня 2017.
3. ↑  Population of Counties by Decennial Census: 1900 to 1990. United States Census Bureau. Процитовано 2 червня 2017.
4. ↑  Census 2000 PHC-T-4. Ranking Tables for Counties: 1990 and 2000 (PDF). United States Census Bureau. Процитовано 2 червня 2017.
5. ↑  State & County QuickFacts. United States Census Bureau. Архів оригіналу за 6 червня 2011. Процитовано 19 серпня 2013. [Архівовано 2011-06-06 у Wayback Machine.](англ.) Наведено за англійською вікіпедією.
6. ↑  American FactFinder. Бюро перепису населення США. Архів оригіналу за 26 лютого 2012. Процитовано 31 січня 2008. [Архівовано 2008-05-21 у Wayback Machine.]

| США | Це незавершена стаття з географії США. Ви можете допомогти проєкту, виправивши або дописавши її. |